# Saldinia bullata
Saldinia bullata är en måreväxtart som beskrevs av Cornelis Eliza Bertus Bremekamp. Saldinia bullata ingår i släktet Saldinia och familjen måreväxter. Inga underarter finns listade i Catalogue of Life.